# Nippon Professional Baseball 2015
La stagione 2015 della Nippon Professional Baseball (NPB) è iniziata il 27 marzo ed è terminata il 29 ottobre 2015.
Le Japan Series sono state vinte per la settima volta nella loro storia dai Fukuoka SoftBank Hawks, che si sono imposti sui Tokyo Yakult Swallows per 4 partite a 1.

## Regular season

### Central League
| Squadra                | Partite | Vittorie | Sconfitte | Pareggi | Perc. | GB   |
| ---------------------- | ------- | -------- | --------- | ------- | ----- | ---- |
| Tokyo Yakult Swallows  | 143     | 76       | 65        | 2       | .539  | —    |
| Yomiuri Giants         | 143     | 75       | 67        | 1       | .528  | 1.5  |
| Hanshin Tigers         | 143     | 70       | 71        | 2       | .496  | 6.0  |
| Hiroshima Toyo Carp    | 143     | 69       | 71        | 3       | .493  | 6.5  |
| Chunichi Dragons       | 143     | 62       | 77        | 4       | .446  | 13.0 |
| Yokohama DeNA BayStars | 143     | 62       | 80        | 1       | .437  | 14.5 |

### Pacific League
| Squadra                      | Partite | Vittorie | Sconfitte | Pareggi | Perc. | GB   |
| ---------------------------- | ------- | -------- | --------- | ------- | ----- | ---- |
| Fukuoka SoftBank Hawks       | 143     | 90       | 49        | 4       | .647  | —    |
| Hokkaido Nippon-Ham Fighters | 143     | 79       | 62        | 2       | .560  | 12.0 |
| Chiba Lotte Marines          | 143     | 73       | 69        | 1       | .511  | 19.0 |
| Saitama Seibu Lions          | 143     | 69       | 69        | 5       | .500  | 20.5 |
| Orix Buffaloes               | 143     | 61       | 80        | 2       | .433  | 30.0 |
| Tohoku Rakuten Golden Eagles | 143     | 57       | 83        | 3       | .410  | 33.0 |

|  | 1º della regular season e qualificato alle finali delle Climax Series |
|  | Qualificati alle semifinali delle Climax Series                       |

## Post season
|  | Climax Series - semifinali | Climax Series - semifinali   | Climax Series - semifinali |                        |                       | Climax Series - finali | Climax Series - finali | Climax Series - finali |  |  | Japan Series | Japan Series | Japan Series |  |
|  |                            |                              |                            |                        |                       |                        |                        |                        |  |  |              |              |              |  |
|  |                            |                              |                            |                        |                       | C1                     | Tokyo Yakult Swallows  | 4                      |  |  |              |              |              |  |
|  |                            |                              |                            |                        |                       | C1                     | Tokyo Yakult Swallows  | 4                      |  |  |              |              |              |  |
|  |                            |                              |                            | Yomiuri Giants         | 1                     |                        |                        |                        |  |  |              |              |              |  |
|  | C2                         | Yomiuri Giants               | 2                          | Yomiuri Giants         | 1                     |                        |                        |                        |  |  |              |              |              |  |
|  | C2                         | Yomiuri Giants               | 2                          |                        |                       |                        |                        |                        |  |  |              |              |              |  |
|  | C3                         | Hanshin Tigers               | 1                          |                        |                       |                        |                        |                        |  |  |              |              |              |  |
|  | C3                         | Hanshin Tigers               | 1                          |                        | Tokyo Yakult Swallows | Tokyo Yakult Swallows  | 1                      |                        |  |  |              |              |              |  |
|  |                            |                              |                            |                        |                       |                        |                        |                        |  |  |              |              |              |  |
|  |                            |                              | Fukuoka SoftBank Hawks     | Fukuoka SoftBank Hawks | 4                     |                        |                        |                        |  |  |              |              |              |  |
|  |                            |                              |                            | Fukuoka SoftBank Hawks | 4                     |                        |                        |                        |  |  |              |              |              |  |
|  |                            |                              |                            |                        |                       |                        |                        |                        |  |  |              |              |              |  |
|  |                            |                              |                            |                        |                       |                        |                        |                        |  |  |              |              |              |  |
|  |                            | P1                           | Fukuoka SoftBank Hawks     | 4                      |                       |                        |                        |                        |  |  |              |              |              |  |
|  |                            |                              |                            | 4                      |                       |                        |                        |                        |  |  |              |              |              |  |
|  |                            |                              |                            | Chiba Lotte Marines    | 0                     |                        |                        |                        |  |  |              |              |              |  |
|  | P2                         | Hokkaido Nippon-Ham Fighters | 1                          | Chiba Lotte Marines    | 0                     |                        |                        |                        |  |  |              |              |              |  |
|  | P2                         | Hokkaido Nippon-Ham Fighters | 1                          |                        |                       |                        |                        |                        |  |  |              |              |              |  |
|  | P3                         | Chiba Lotte Marines          | 2                          |                        |                       |                        |                        |                        |  |  |              |              |              |  |

## Campioni
| Japan Series 2015 Fukuoka SoftBank Hawks Settimo titolo |

## Premi
- Miglior giocatore della stagione

|    | Giocatore      | Squadra                |
| -- | -------------- | ---------------------- |
| CL | Tetsuto Yamada | Tokyo Yakult Swallows  |
| PL | Yuki Yanagita  | Fukuoka SoftBank Hawks |

- Rookie dell'anno

|    | Giocatore        | Squadra                      |
| -- | ---------------- | ---------------------------- |
| CL | Yasuaki Yamasaki | Yokohama DeNA BayStars       |
| PL | Kohei Arihara    | Hokkaido Nippon-Ham Fighters |

- Miglior giocatore delle Japan Series

| Giocatore  | Squadra                |
| ---------- | ---------------------- |
| Dae-ho Lee | Fukuoka SoftBank Hawks |